# Vrij Peru
Vrij Peru, officieel de Vrij Peru Nationale Politieke Partij (Spaans: Partido Político Nacional Perú Libre), is een marxistische politieke partij in Peru. Na de oprichting in 2008 als de Vrij Peru Politieke Regionale Beweging, werd de partij in februari 2012 officieel opgericht als een nationale organisatie onder de naam Libertarisch Peru. De partij werd in januari 2016 geregistreerd als politieke partij en nam in januari 2019 de huidige naam Vrij Peru aan. Haar presidentskandidaat Pedro Castillo won de Peruaanse algemene verkiezingen van 2021 tegen de door Kracht van het Volk genomineerde Keiko Fujimori. Free Peru heeft de tweede meeste zetels in het Congres van Peru met 22 van de 130 totale vertegenwoordigers, maar de oppositie bleef het Congres regeren na het vormen van een grotere alliantie van zetels onder leiding van de Acción Popular-partij. Vrij Peru neemt deel aan het São Paulo Forum, een jaarlijkse conferentie van linkse partijen in Amerika.

## Geschiedenis
De partij werd in augustus 2008 opgericht door voormalig Junín-gouverneur Vladimir Cerrón, die een gevangenisstraf van vier jaar en vijf maanden uitzat nadat hij verantwoordelijk was bevonden voor misdaden van onverenigbare onderhandelingen en voor het misbruiken van zijn regionale positie ten nadele van Peru tijdens het beheer van sanitaire werkzaamheden in La Oroya tussen 2011 tot 2014. Het Hooggerechtshof van Junín heeft het vonnis uitgesproken op 5 augustus 2019. Cerrón was in 2018 gekozen voor een tweede niet-opeenvolgende termijn als gouverneur, maar zijn ambtstermijn werd vanwege het vonnis ingekort. Toch leidt hij formeel de partij in zijn functie van secretaris-generaal. Cerrón liep als presidentskandidaat in de Peruaanse algemene verkiezingen van 2016 en registreerde zijn kandidatuur op 11 januari 2016, maar trok zich twee maanden later terug uit de race vanwege weinig steun in zijn kandidatuur en ook om te voorkomen dat de partij haar verkiezingsregistratie zou verliezen. Bij de regionale en gemeentelijke verkiezingen van 2018 nam Cerrón de zakenman, journalist en radiopresentator Ricardo Belmont als kandidaat voor de grootstedelijke gemeente Lima, waarmee hij 3,89% van de geldig uitgebrachte stemmen in Lima behaalde.
Bij de Peruaanse parlementsverkiezingen van 26 januari 2020 won de partij 3,4% van de stemmen, maar geen zetels in het Congres van de Republiek Peru, omdat de partij de kiesdrempel niet haalde. Maanden voor de verkiezingen was de partij in gesprek met de coalitie Samen voor Peru en Nieuw Peru om als bondgenoten deel te nemen aan de parlementsverkiezingen; Echter, als gevolg van het criminele profiel van Cerrón en veel prominente Nieuw Peru-leden die hun partij verlieten toen de vakbond tot stand kwam, ging de alliantie niet door en liepen de partijen afzonderlijk in de verkiezingen, waarin geen van beiden vertegenwoordiging behaalde. Hun presidentskandidaat Pedro Castillo nam onverwacht de leiding in de eerste ronde van de Peruaanse algemene verkiezingen van 2021, nadat hij ongeveer een maand voor de verkiezingen een verrassende toename van de steun had gezien. Na zijn overwinning in de eerste verkiezingsronde vroeg Castillo om een dialoog met andere Peruaanse politieke krachten om een politiek akkoord te bereiken; hij sloot echter uit dat hij een routekaart zou maken zoals Ollanta Humala deed, waarbij hij de ideologische discussie handhaafde.
In januari 2022 werd vicepresident Dina Boluarte door Vladimir Cerrón uit Vrij Peru gezet nadat ze tijdens een interview met La República had verklaard dat ze de ideologie van de partij nooit had omarmd. Cerrón zei dat de opmerkingen van Boluarte de eenheid van de partij bedreigden. Haar vertrek werd enkele maanden later gevolgd door president Castillo, in juni 2022, toen hij ontslag nam uit de partij op verzoek van Cerrón. De laatste beschuldigde Castillo van het implementeren van beleid dat niet in overeenstemming was met Vrij Peru.

## Ideologie
De partij beschrijft zichzelf als "een linkse socialistische organisatie" die anti-imperialisme, democratie, decentralisatie, federalisme, humanisme, internationalisme, Latijns-Amerikaanse integratie, en soevereiniteit ondersteunt. De partij claimt de werken van Karl Marx, Vladimir Lenin en José Carlos Mariátegui hoog te houden. De politieke positie van Free Peru is door waarnemers beschreven tussen links en uiterst links, en de ideologie van de partij is beschreven als marxistisch, marxistisch-leninistisch, en socialistisch.
Zowel Pedro Castillo als Vladimir Cerrón hebben conservatieve standpunten ingenomen over sociale kwesties, net als hun rechtse tegenstanders, zoals onder andere verzet tegen het homohuwelijk en abortus. Na zijn succes in de eerste ronde van de presidentsverkiezingen van 2021, zei Castillo dat hij zich verzet tegen Chavismo en Nicolás Maduro, afstand neemt van de uiterst linkse groepen in de partij, de industrie niet zou nationaliseren en de Rule of law zou respecteren om paniekzaaierij op de markt te sussen, eraan toevoegend dat hij de partij zou leiden in plaats van Cerrón.

### Binnenlands beleid
In binnenlandse aangelegenheden is Vrij Peru tegen het neoliberalisme en stelt dat hun partij "de geminimaliseerde, bijna onmerkbare en stervende staat wil redden van de onderwerping van de marktdictatuur". Vrij Peru zegt dat toen Peru het neoliberalisme adopteerde en de markten werden gedereguleerd, buitenlandse bedrijven de controle over de economie overnamen, de uitbuiting van arbeid toenam, de ongelijkheid groeide en het land werd geleid "naar een neokoloniale toestand". Aanvankelijk was de nationalisatie van mijnen, gas, olie, waterkracht en telecommunicatie om sociale programma's te financieren een doel van Vrij Peru; echter, in een poging om buitenlandse zakelijke belangen tevreden te houden, beloofde Castillo dat zijn regering de industrie in Peru niet zou nationaliseren. Tegelijkertijd bevestigde hij het standpunt van zijn partij om de herverdeling van rijkdom te verdedigen.
Cerrón zei dat Vrij Peru tegen het Fujimorisme is. Hoewel de partij aanvankelijk voorstander was van het decriminaliseren van abortus, kwam de partij later uit ter ondersteuning van bestaande beperkingen. In december 2019 zei Cerrón dat hij van gedachten was veranderd over het bespreken van gender in het schoolcurriculum en het accepteerde.

### Internationaal
Internationaal heeft Cerrón benadrukt dat de partij "revolutionaire processen in de wereld verdedigt, vooral in Latijns-Amerika: Cuba, Nicaragua, Ecuador, Venezuela en Bolivia". Vrij Peru heeft lof gedeeld voor een deel van het beleid van Fidel Castro en Hugo Chávez voor hun buitenlands beleid en regionale solidariteit. De partij is ook tegen de Lima-groep.
In een artikel op de website van de partij prees Cerrón de heerschappij van de Russische president Vladimir Poetin.
Tijdens zijn kandidatuur voor de presidentsverkiezingen van 2021 verdedigde Castillo de regering van Nicolás Maduro in Venezuela en beschreef deze als "een democratische regering". Later zou hij zijn verklaringen intrekken, waarin hij verklaarde dat "hier geen chavisme is", en over president Maduro zei: "als hij iets te zeggen heeft over Peru, moet hij eerst zijn interne problemen oplossen". De partij beschreef de Venezolaanse vluchtelingencrisis als een mensenhandelkwestie, waarbij Castillo zei dat Venezolanen in Peru waren "om misdaden te plegen".

## Verkiezingsresultaten

### Presidentsverkiezingen
| Verkiezing | Kandidaad       | Eerste ronde   | Eerste ronde   | Tweede ronde   | Tweede ronde   | Resultaat |
| Verkiezing | Kandidaad       | Stemmen        | %              | Stemmen        | %              | Resultaat |
| ---------- | --------------- | -------------- | -------------- | -------------- | -------------- | --------- |
| 2016       | Vladimir Cerrón | Teruggetrokken | Teruggetrokken | Teruggetrokken | Teruggetrokken | Verloren  |
| 2021       | Pedro Castillo  | 867,025        | 18.92          | 8,836,380      | 50.13          | Gewonnen  |

### Peruviaans congres
| Verkiezing | Leider          | Stemmen   | %     | Zetels   | +/– | Positie | Regering            |
| ---------- | --------------- | --------- | ----- | -------- | --- | ------- | ------------------- |
| 2020       | Vladimir Cerrón | 502,898   | 3.40  | 0 / 130  |     | 13e     | Buitenparlementair  |
| 2021       | Vladimir Cerrón | 1,724,354 | 13.41 | 37 / 130 | 37  | 1e      | Minderheidsregering |

### Regionale en gemeentelijke verkiezingen
| Jaar | Regionale gouverneurs | Provinciale burgemeesters | Districtsburgemeesters |
| Jaar | Uitkomst              | Uitkomst                  | Uitkomst               |
| ---- | --------------------- | ------------------------- | ---------------------- |
| 2010 | 1 / 25                | 0 / 196                   | 24 / 1.639             |
| 2014 | 0 / 25                | 0 / 195                   | 12 / 1.647             |
| 2018 | 1 / 25                | 5 / 196                   | 29 / 1.678             |